# Amphoe Mueang Ang Thong
Amphoe Mueang Ang Thong (Thai: อำเภอ เมืองอ่างทอง) ist ein Landkreis (Amphoe – Verwaltungs-Distrikt) in der Provinz Ang Thong. Die Provinz Ang Thong liegt im Zentrum der Zentralregion von Thailand. 

## Geographie
Ang Thong liegt etwas mehr als 100 Kilometer nördlich der Landeshauptstadt Bangkok.
Benachbarte Landkreise sind (von Süden aus im Uhrzeigersinn) die Amphoe Pa Mok, Wiset Chai Chan, Pho Thong und Chaiyo in der Provinz Ang Thong sowie Amphoe Maha Rat in der Provinz Ayutthaya.
Der wichtigste Fluss des Landkreises ist der Mae Nam Chao Phraya (Chao-Phraya-Fluss) sowie der Khlong Bang Kaeo (Bang-Kaeo-Kanal).

## Geschichte
Das Gebiet des heutigen Landkreises wurde in der Vergangenheit auch zunächst „Amphoe Mueang“ genannt. Seine Verwaltung wurde am Westufer des Chao Phraya gegenüber dem Wat Chai Songkhram im Tambon Ban Hae errichtet.
Im Jahr 1813 beauftragte König Nang Klao (Rama II.) den Chao Phraya Aphai Phuthon (เจ้าพระยาอภัยภูธร) damit, einen Damm durch den Chao Phraya zu bauen, um den Wasserstand des Khlong Bang Kaeo ganzjährig hoch genug für den Wassertransport zu halten. Da das Projekt nicht erfolgreich war, wurde die Provinzverwaltung gegenüber der Mündung des Khlong Bang Kaeo an das Ostufer des Chao Phraya verlegt. Gleichzeitig wurde auch die Kreisverwaltung verlegt. 1917 wurde der Landkreis umbenannt in Bang Kaeo nach dem Namen des zentralen Tambon. 
Die Kreisverwaltung wurde 1926 etwa 300 Meter südlich der Provinzverwaltung neu errichtet. 1938 wurde der Kreis erneut umbenannt in Amphoe Mueang Ang Thong.

## Verwaltung

### Provinzverwaltung
Der Landkreis Mueang Ang Thong ist in 14 Tambon („Unterbezirke“ oder „Gemeinden“) eingeteilt, die sich weiter in 81 Muban („Dörfer“) unterteilen.
| Nr.  | Name        | Thai     | Muban | Einw. |
| ---- | ----------- | -------- | ----- | ----- |
| 01.  | Talat Luang | ตลาดหลวง | 0-    | 6.724 |
| 02.  | Bang Kaeo   | บางแก้ว   | 0-    | 2.225 |
| 03.  | Sala Daeng  | ศาลาแดง  | 07    | 7.474 |
| 04.  | Pa Ngio     | ป่างิ้ว     | 07    | 5.187 |
| 05.  | Ban Hae     | บ้านแห    | 06    | 4.286 |
| 06.  | Talat Kruat | ตลาดกรวด | 06    | 2.071 |
| 07.  | Mahat Thai  | มหาดไทย  | 06    | 1.624 |
| 08.  | Ban It      | บ้านอิฐ    | 11    | 6.691 |
| 09.  | Hua Phai    | หัวไผ่     | 09    | 4.362 |
| 010. | Champa Lo   | จำปาหล่อ  | 07    | 3.653 |
| 011. | Phosa       | โพสะ     | 08    | 4.317 |
| 012. | Ban Ri      | บ้านรี     | 04    | 1.929 |
| 013. | Khlong Wua  | คลองวัว   | 05    | 2.225 |
| 014. | Yan Sue     | ย่านซื่อ    | 05    | 3.755 |

### Lokalverwaltung
Es gibt eine Kommune mit „Stadt“-Status (Thesaban Mueang) im Landkreis:
- Ang Thong (Thai: เทศบาลเมืองอ่างทอง) bestehend aus den kompletten Tambon Talat Luang, Bang Kaeo und den Teilen der Tambon Sala Daeng, Ban Hae, Ban It, Phosa, Yan Sue.

Es gibt zwei Kommunen mit „Kleinstadt“-Status (Thesaban Tambon) im Landkreis:
- Sala Daeng (Thai: เทศบาลตำบลศาลาแดง) bestehend aus Teilen des Tambon Sala Daeng.
- Phosa (Thai: เทศบาลตำบลโพสะ) bestehend aus Teilen des Tambon Phosa.

Außerdem gibt es acht „Tambon-Verwaltungsorganisationen“ (องค์การบริหารส่วนตำบล – Tambon Administrative Organizations, TAO)
- Pa Ngio (Thai: องค์การบริหารส่วนตำบลป่างิ้ว) bestehend aus den kompletten Tambon Pa Ngio, Mahat Thai.
- Ban Hae (Thai: องค์การบริหารส่วนตำบลบ้านแห) bestehend aus Teilen des Tambon Ban Hae.
- Talat Kruat (Thai: องค์การบริหารส่วนตำบลตลาดกรวด) bestehend aus dem kompletten Tambon Talat Kruat.
- Ban It (Thai: องค์การบริหารส่วนตำบลบ้านอิฐ) bestehend aus dem kompletten Tambon Ban Ri und Teilen des Tambon Ban It.
- Hua Phai (Thai: องค์การบริหารส่วนตำบลหัวไผ่) bestehend aus dem kompletten Tambon Hua Phai.
- Champa Lo (Thai: องค์การบริหารส่วนตำบลจำปาหล่อ) bestehend aus dem kompletten Tambon Champa Lo.
- Khlong Wua (Thai: องค์การบริหารส่วนตำบลคลองวัว) bestehend aus dem kompletten Tambon Khlong Wua.
- Yan Sue (Thai: องค์การบริหารส่วนตำบลย่านซื่อ) bestehend aus Teilen des Tambon Yan Sue.